# Мейныпильгыно
 Мейныпи́льгыно  — национальное чукотское село в Анадырском районе Чукотского автономного округа России. Административный центр и единственный населённый пункт сельского поселения Мейныпильгыно.

## Этимология
Название села произошло от чук. мэйӈыпиԓгын — «большая горловина, устье» (от чук. мэйӈ-/майӈ- «большая», -пиԓг/-пэԓг «горловина», «устье»).

## Географическое положение
Расположено в устье реки Майна (Первая речка), недалеко от побережья Берингова моря. Село находится на широкой приморской косе между большими озёрами Пекульнейским и Ваамочкой. Расстояние до окружного центра составляет ок. 246 км.

## Население
| 2002 | 2010 | 2011 | 2012 | 2013 | 2014 | 2015 |
| ---- | ---- | ---- | ---- | ---- | ---- | ---- |
| 461  | ↘424 | ↘421 | ↘406 | ↘400 | ↘391 | ↘367 |
| 2016 | 2017 | 2018 | 2021 | 2023 |      |      |
| ↘353 | ↘339 | ↘333 | ↗337 | ↘335 |      |      |

Национальный состав
В Мейныпильгыно проживала одна из последних знающих язык  кереков — Хаткана.

## Экономика и социальная инфраструктура
Основное занятие жителей — рыболовство и морской зверобойный промысел. Действует плавучий рыбоперерабатывающий завод.
В селе есть основная общеобразовательная школа и детский сад, которые входят в состав Центра образования, а также детская школа искусств, больница, дом культуры, музей этнографии и быта, почта, магазин, пекарня.
Имеется православная часовня.
Улицы села: Аккермана, Тынетегиной, Ивнэто, Ныпевьи, Оленеводов, Украинских строителей, Юбилейная.

## Культура
Село славится своим творческим коллективом — национальным ансамблем «Дружба». 